# خانه علی‌پور (گراش)
خانهٔ علی‌پور خانه‌ای مربوط به دورهٔ پهلوی اول است که در باقت قدیمی شهر گراش و محلهٔ پاقلعه قرار دارد. این خانه ۴۵۰ متر مربع مساحت دارد و به صورت حیاط مرکزی ساخته شده‌است. تزئینات این خانه، طاق‌های نیم‌دایره و نورگیر مشبکی از شاخصه‌های این خانه است. این خانه متعلق به امیدعلی علی‌پور، از معماران شاخص گراش بوده‌است که ساخت خانه‌های دیگری همچون خانهٔ شهیدان عظیمی، خانهٔ محسن‌زاده و خانهٔ اکبری از آثار اوست. خانهٔ علی‌پور امروزه در مالکیت شهرداری گراش قرار دارد.